# ایکرونس
ایکرونس (انگلیسی: Acorns) شرکت خدمات مالی آمریکایی است، که در زمینه مدیریت سرمایه‌گذاری، مدیریت سبد سهام و معامه‌گری سهام فعالیت می‌کند. این شرکت در سال ۲۰۱۲ توسط یک پدر و پسر بنام‌های والتر ومپل کروتندن و جفری جیمز کروتندن تأسیس شد و هم‌اکنون دارایی تحت مدیریت آن بالغ بر ۱٬۲ میلیارد دلار می‌باشد. دفتر مرکزی شرکت ایکرونس در شهر ارواین، کالیفرنیا قرار دارد.